# Tierfutterskandal
Unter einem Tierfutterskandal versteht man einen in der Presse thematisierten Skandal um die Verseuchung oder Belastung von Tierfutter mit gesundheitsschädlichen oder giftigen Stoffen.

## Tierfutterskandale des 21. Jahrhunderts
2007 gab es einen Tierfutterskandal, bei dem für Tierfutter für Hunde und Katzen mit Melamin verunreinigtes Weizengluten chinesischen Ursprungs verwendet wurde, das in den USA und Kanada vertrieben wurde.
2010/11 gab es einen Skandal aufgrund durch die Verwendung von Bio-Mais aus der Ukraine mit Dioxin belastetem Hühnerfutter in Deutschland.
2013 waren Tierfuttermittel in Deutschland durch die Verarbeitung von verschimmeltem Mais mit Aflatoxin belastet.
2015 wurden in europaweit verkauften Biofuttermitteln giftige Pflanzenschutzmittel gefunden.